# 山口広在
山口 広在（やまぐち ひろい、1963年8月 - ）は、日本の写真家、アーティスト。愛知県名古屋市出身。

## 略歴
1996年より写真を用いたアート活動を行う。各地でのその土地の風景や人々のスナップ撮影を行い、人々の営みとその土地を描いている。
1999年、秋吉台国際芸術村のアーティスト・イン・レジデンス事業の公募により選考され招聘。
2005年『修羅と菩薩のあいだで』の特別展において、京都市美術館に作品が展示。
2008年以降は、日本の各地を撮影。祭祀等の習俗、建築、能、茶道について関心が強い。能については、五流儀の内の四流派、また囃子の小鼓・大鼓を実践的に取材している。
2019年には宝生流の能面の写真が国立民族学博物館にて使用されている。

## 主な作品
- 1996年 「赤い土—ベトナム・カンボジアー」
- 1997年 「赤い土ー沖縄ー」
- 1998年 - 2002年 「或る東京」
- 1999年 「赤い土ー秋吉台ー」
- 2002年 - 2005年 「臍」
- 2004年 - 2007年 「艸 / Dans L'Herbe 」

### 主な撮影地
- 1996年 タイ・ベトナム・カンボジア、フランス、イタリア、スペイン、オランダ
- 1997年 沖縄
- 1998年 - 2002年 東京
- 1999年 山口
- 2004年 - 2005年 東京都内
- 2008年 ネパール・インド
- 2010年 北海道
- 2012年 広島、島根
- 2014年 石川、富山、京都、岐阜
- 2015年 会津、遠野、青森、半田
- 2016年 群馬、埼玉、熊野、秋田、青森、奈良、九州
- 2017年 福島、仙台、千葉、山形
- 2018年 滋賀、愛知、郡山、岐阜
- 2019年 福井、岡山
- 2020年 長野、岐阜、奄美大島
- 2021年 那智
- 2022年 鹿島、京都、小笠原、神津島、式根島、新島、御巣鷹山、秩父
- 2023年 西尾、青ヶ島、八丈島、御蔵島、三宅島、伊豆大島、利島

### 個展
- 1997年 07/14-08/11 ［赤い土ーベトナム・カンポジアー」Za Gallery有明　東京
- 1999年 12/11-12/25 「赤い土一秋吉台ー」「未だ見ぬ同世代人へ」秋吉台国際芸術村　山口
- 1999年 12/11-2000 1 「赤い土一秋吉台ー」JRパスのりば秋吉駅　美祢郡　山口
- 1999年 12/11-2000 1 「赤い土一秋吉台ー」秋吉郵便局・岩永郵便局・堅田市郵便局　山口
- 2005年 05/15-06/14 「臍」ジュンク堂書店　池袋本店　東京
- 2008年 01/04-31 「艸／ Dans L'Herbe」ジュンク堂書店池袋本店　東京
- 2008年 03/13-23 「艸／ Dans L'Herbe」artdish 神楽坂　東京

### 企画展・公募展•特別展
- 1999年 12/14-01/17 「アートと暮らす新世紀—あなたヘー」Za Gallery有明　東京
- 2000年 01/19-02/14 「アートと暮らす新世紀あなたヘー」Za Gallery新港　横浜
- 2000年 12/20-02/12 「アートと暮らす新世紀2 —わたしの20世紀—」Za Gallery有明　東京
- 2001年 08/07-09/09 「アートと暮らす新世紀」Za Gallery御池　京都
- 2001年 12/06-01/14 「アートと暮らす新世紀3 —あなたとわたしの”かんけい”は！？ー」Za Gallery有明　東京
- 2002年 09/27-10/06 寿限無展「cloning」小山登美夫ギャラリー　東京
- 2002年 12/26-02/19 「アートと暮らす新世紀4ー元気の素ー」Za Gallery有明　東京
- 2004年 10/09-10/17 寿限無展「Super Multiple Art Project」SCAI THE BATHHOUSE　現代美術製作所　東京
- 2005年 02/01-03/10 「Black & White」Za Gallery有明　東京
- 2005年 10/25-01/15 『修羅と菩願のあいだでーもうひとりの人間像ー」京都市美術館　京都

### アーティスト・イン・レジデンス
- '99年度　秋吉台国際芸術村　アーティスト・イン・レジデンス： 1999年10/6 -12/26

### 写真集
- 2004年　『臍』　58名のへその緒が浮かび上がるモノクローム写真集
- 2007年　『艸』　路傍の草木を肖像としたモノクローム写真集